# Starokostjantyniv
Starokostjantyniv (in ucraino Старокостянтинів?; in russo Староконстантинов?, Starokonstantinov) è una città ucraina (33 921 abitanti), nel distretto di Chmel'nyc'kyj, nell'oblast' di Chmel'nyc'kyj. Ospita l'amministrazione della comunità territoriale di Starokostjantyniv, una delle comunità territoriali dell'Ucraina.
Fino al 18 luglio 2020 Starokostjantyniv costituiva una città di rilevanza regionale e fungeva da centro amministrativo del distretto di Starokostjantyniv, sebbene non appartenesse al distretto. Come parte della riforma amministrativa dell'Ucraina, che ha ridotto a tre il numero di distretti dell'oblast' di Chmel'nyc'kyi la città è stata integrata nel distretto di Chmel'nyc'kyj.

## Geografia
Starokostjantyniv sorge presso la confluenza dell'Ikopot' nella Sluč, a 41 km a nord-est di Chmel'nyc'kyj.

## Storia

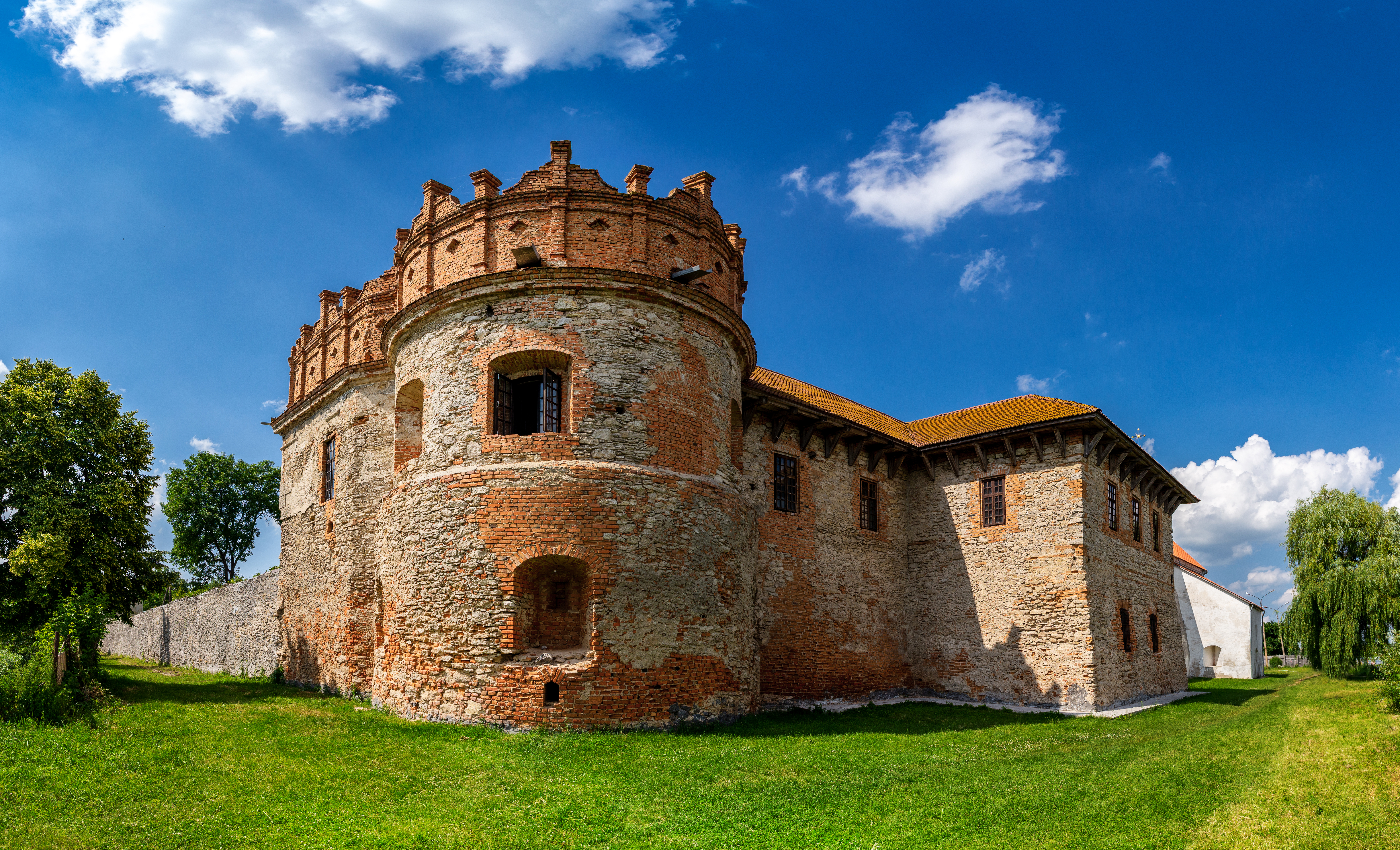
Il castello di Starokostjantyniv.

Fu fondata nel XVI secolo quando il Grande atamano di Lituania Konstanty Ostrogski costruì una fortezza nel villaggio di Koliščenci. Il castello fu costruito da suo figlio tra il 1561 e il 1571. Il villaggio divenne una città che divenne nota come "Città dell'antica Costantino" (Kostiantyniv Staryi) per evitare confusione con la "Città della Nuova Costantino" nelle vicinanze. Divenne una città privata della Polonia, di proprietà della famiglia Ostrogski e fu inclusa nel voivodato di Volinia. Nel 1648 fu teatro di una battaglia tra le forze della Confederazione polacco-lituana e i cosacchi di Bohdan Chmel'nyc'kyj.
Nel 1939, 6 743 ebrei vivevano in città, pari al 31% della popolazione totale. Durante la seconda guerra mondiale, Starokostjantyniv subì una brutale occupazione da parte dell'esercito tedesco e della Gestapo dall'8 luglio 1941 all'8 marzo 1944. La comunità ebraica fu assassinata in esecuzioni di massa perpetrate dall'agosto 1941 al novembre 1942.

## Monumenti e luoghi d'interesse
- Castello di Starokostjantyniv, costruito nella seconda metà del XVI secolo.